# 第二地方銀行
第二地方銀行（だいにちほうぎんこう）は、一般社団法人第二地方銀行協会の会員であり、金融庁の「免許・登録業者一覧」において「第二地方銀行」とされた銀行である。

## 概要
協会の会員の資格は、
である。以下本項では前者を「銀行法により免許を受けたとみなされた銀行」、後者を「新たに免許を受けた銀行」とする。
「銀行法により免許を受けたとみなされた銀行」は、相互銀行（大半は無尽から発展）が転換したものであり、営業内容に制約がある信用金庫よりも小規模で、非上場の銀行もある。それ故にバブル期に経営陣の私物化による情実（不正）融資が起こり、兵庫銀行（普通銀行として戦後初）を皮切りに、德陽シティ銀行・東京相和銀行・中部銀行・石川銀行など不良債権による債務超過で経営破綻したところが相次いだ。
なお、破綻した都市銀行の事業を譲受したことにより、第二地方銀行首位となった北洋銀行や、経営再編により第二地方銀行ではなくなったわかしお銀行・八千代銀行・第三銀行や、地方銀行に吸収合併されたものの、本店所在地は確保した福岡シティ銀行などもある。

## 第二地方銀行の一覧
2025年（令和7年）1月時点で36行が存在する。内訳は次の通り。
- 相互銀行から普通銀行に転換したもの: 35
- 営業を譲り受けることを目的として新たに免許を受けたもの: 1
- 親会社の記載は、「金融持株会社」や他の金融機関の完全子会社となっている場合に限る。なお下記の「金融持株会社」は、全て株式移転により新設されたものであり、第二地銀協会員行は持株会社設立後又は既設持株会社傘下入り後もその地位を維持している。

|    | 銀行名         | 旧名称           | 親会社（金融持株会社等）                   | 本店所在地         | 登録先財務局                 | 店舗数 | 預金 （億円） | 貸出金 （億円） | 自己資本比率 （％） | 金融機関 コード番号 |
| -- | -------------- | ---------------- | ------------------------------------------ | ------------------ | ---------------------------- | ------ | ------------- | --------------- | ------------------- | ------------------- |
| 1  | 北洋銀行       | 北洋相互銀行     |                                            | 北海道札幌市中央区 | 北海道財務局                 | 175    | 72,395        | 56,219          | 10.00               | 0501                |
| 2  | きらやか銀行   | 殖産相互銀行     | じもとホールディングス                     | 山形県山形市       | 東北財務局                   | 117    | 12,316        | 9,438           | 10.28               | 0508                |
| 3  | 北日本銀行     | 北日本相互銀行   |                                            | 岩手県盛岡市       | 東北財務局                   | 79     | 13,467        | 9,037           | 10.11               | 0509                |
| 4  | 仙台銀行       | 振興相互銀行     | じもとホールディングス                     | 宮城県仙台市青葉区 | 東北財務局                   | 72     | 8,433         | 5,750           | 10.88               | 0512                |
| 5  | 福島銀行       | 福島相互銀行     |                                            | 福島県福島市       | 東北財務局                   | 53     | 6,439         | 4,686           | 10.71               | 0513                |
| 6  | 大東銀行       | 大東相互銀行     |                                            | 福島県郡山市       | 東北財務局                   | 62     | 6,896         | 4,626           | 10.37               | 0514                |
| 7  | 東和銀行       | 大生相互銀行     |                                            | 群馬県前橋市       | 関東財務局                   | 94     | 17,711        | 13,025          | 10.45               | 0516                |
| 8  | 栃木銀行       | 栃木相互銀行     |                                            | 栃木県宇都宮市     | 関東財務局                   | 91     | 24,667        | 17,213          | 11.67               | 0517                |
| 9  | 京葉銀行       | 千葉相互銀行     |                                            | 千葉県千葉市中央区 | 関東財務局                   | 120    | 37,733        | 28,027          | 11.51               | 0522                |
| 10 | 東日本銀行     | ときわ相互銀行   | コンコルディア・フィナンシャルグループ     | 東京都中央区       | 関東財務局                   | 79     | 17,810        | 14,739          | 9.31                | 0525                |
| 11 | 東京スター銀行 | （東京相和銀行） | 中國信託商業銀行股份有限公司（台湾の銀行） | 東京都港区         | 関東財務局                   | 31     | 21,571        | 15,599          | 9.72                | 0526                |
| 12 | 神奈川銀行     | 神奈川相互銀行   | 横浜銀行（非金融持株会社）                 | 神奈川県横浜市中区 | 関東財務局                   | 34     | 4,091         | 3,094           | 8.36                | 0530                |
| 13 | 大光銀行       | 大光相互銀行     |                                            | 新潟県長岡市       | 関東財務局                   | 70     | 12,754        | 9,160           | 11.00               | 0532                |
| 14 | 長野銀行       | 長野相互銀行     | 八十二銀行（非金融持株会社）               | 長野県松本市       | 関東財務局                   | 55     | 10,080        | 5,943           | 11.67               | 0533                |
| 15 | 富山第一銀行   | 富山相互銀行     |                                            | 富山県富山市       | 北陸財務局                   | 67     | 10,361        | 7,665           | 12.06               | 0534                |
| 16 | 福邦銀行       | 福井相互銀行     | 福井銀行（非金融持株会社）                 | 福井県福井市       | 北陸財務局                   | 39     | 4,176         | 3,191           | 8.75                | 0537                |
| 17 | 静岡中央銀行   | 静岡相互銀行     |                                            | 静岡県沼津市       | 東海財務局                   | 45     | 5,389         | 4,515           | 10.53               | 0538                |
| 18 | あいち銀行     | 中央相互銀行     | あいちフィナンシャルグループ               | 愛知県名古屋市中区 | 東海財務局                   | 106+90 | 25,953+16594  | 16,396+12244    | 11.95+11.06         | 0542                |
| 19 | 名古屋銀行     | 名古屋相互銀行   |                                            | 愛知県名古屋市中区 | 東海財務局                   | 112    | 29,548        | 21,100          | 12.35               | 0543                |
| 20 | みなと銀行     | 阪神相互銀行     | りそなホールディングス                     | 兵庫県神戸市中央区 | 近畿財務局                   | 107    | 30,462        | 23,515          | 8.64                | 0562                |
| 21 | 島根銀行       | 松江相互銀行     |                                            | 島根県松江市       | 中国財務局                   | 34     | 3,497         | 2,495           | 9.44                | 0565                |
| 22 | トマト銀行     | 山陽相互銀行     |                                            | 岡山県岡山市北区   | 中国財務局                   | 60     | 9,518         | 8,064           | 9.78                | 0566                |
| 23 | もみじ銀行     | 広島相互銀行     | 山口フィナンシャルグループ                 | 広島県広島市中区   | 中国財務局                   | 117    | 26,445        | 19,283          | 11.55               | 0569                |
| 24 | 西京銀行       | 山口相互銀行     |                                            | 山口県周南市       | 中国財務局                   | 65     | 10,283        | 7,309           | 10.17               | 0570                |
| 25 | 徳島大正銀行   | 徳島相互銀行     | トモニホールディングス                     | 徳島県徳島市       | 四国財務局                   | 108    | 20,053        | 15,732          | 9.38                | 0572                |
| 26 | 香川銀行       | 香川相互銀行     | トモニホールディングス                     | 香川県高松市       | 四国財務局                   | 86     | 12,969        | 9,793           | 10.83               | 0573                |
| 27 | 愛媛銀行       | 愛媛相互銀行     |                                            | 愛媛県松山市       | 四国財務局                   | 103    | 18,251        | 13,625          | 10.85               | 0576                |
| 28 | 高知銀行       | 高知相互銀行     |                                            | 高知県高知市       | 四国財務局                   | 71     | 8,922         | 6,597           | 10.20               | 0578                |
| 29 | 福岡中央銀行   | 正金相互銀行     | ふくおかフィナンシャルグループ             | 福岡県福岡市中央区 | 福岡財務支局                 | 41     | 4,347         | 3,497           | 8.71                | 0582                |
| 30 | 佐賀共栄銀行   | 佐賀相互銀行     |                                            | 佐賀県佐賀市       | 福岡財務支局                 | 35     | 2,125         | 1,681           | 9.02                | 0583                |
| 31 | 長崎銀行       | 長崎相互銀行     | 西日本フィナンシャルホールディングス       | 長崎県長崎市       | 福岡財務支局                 | 23     | 2,262         | 2,269           | 7.99                | 0585                |
| 32 | 熊本銀行       | 熊本相互銀行     | ふくおかフィナンシャルグループ             | 熊本県熊本市中央区 | 九州財務局                   | 70     | 12,235        | 10,298          | 10.60               | 0587                |
| 33 | 豊和銀行       | 豊和相互銀行     |                                            | 大分県大分市       | 九州財務局                   | 42     | 5,084         | 3,874           | 10.08               | 0590                |
| 34 | 宮崎太陽銀行   | 宮崎相互銀行     |                                            | 宮崎県宮崎市       | 九州財務局                   | 53     | 5,754         | 4,475           | 9.10                | 0591                |
| 35 | 南日本銀行     | 旭相互銀行       |                                            | 鹿児島県鹿児島市   | 九州財務局                   | 65     | 6,754         | 5,425           | 8.76                | 0594                |
| 36 | 沖縄海邦銀行   | 沖縄相互銀行     |                                            | 沖縄県那覇市       | 内閣府 沖縄総合事務局 財務部 | 48     | 5,885         | 3,898           | 9.83                | 0596                |

東京スター銀行は東京相和銀行から営業を譲り受けることを目的として新たに免許を受けた銀行、それ以外は全て旧相互銀行から普通銀行に転換した銀行である。

## 現存しない第二地方銀行
埼玉県・山梨県においては、1989年時点で県内に本店を置く旧相互銀行自体が存在していなかった。 また青森県では1976年に、当時の弘前相互銀行が青和銀行（普通銀行:（第一）地方銀行）を存続行として合併し、みちのく銀行（令和7年1月1日付で青森銀行に吸収され、消滅）が発足したことでやはり相互銀行のない県となった。
第二地方銀行の制度が発足して以降は、吸収合併や経営破綻、業態（都市銀行あるいは全国地方銀行協会加盟行）転換などにより、秋田県・茨城県・石川県・岐阜県・三重県・滋賀県・京都府・大阪府・奈良県・和歌山県・鳥取県の各府県で、本店を有する第二地方銀行が消滅した。こうした再編はその後も続いており、2026年1月1日に長野銀行が八十二銀行（（第一）地方銀行）と合併、2026年5月2日に福邦銀行が福井銀行（（第一）地方銀行）に吸収合併されるため、長野県及び福井県から第二地方銀行が消滅する見込みである。

### 他のカテゴリーへ移行した銀行
| 地域 | 銀行名       | 旧名称         | 本店所在地     | 登録先財務局 | その後 |
| ---- | ------------ | -------------- | -------------- | ------------ | --- |
| 関東 | わかしお銀行 | （太平洋銀行） | 東京都千代田区 | 関東財務局   | いわゆる“逆さ合併”により三井住友銀行旧社を吸収合併し同名に改称、本店を同区内に移転し、都市銀行へ移行。                              |
| 関東 | 八千代銀行   | 八千代信用金庫 | 東京都新宿区   | 関東財務局   | 東京都民銀行、新銀行東京との経営統合後、その2行を吸収合併しきらぼし銀行に改称、本店を東京都港区に移転の上、（第一）地方銀行へ移行。 |
| 東海 | 第三銀行     | 第三相互銀行   | 三重県松阪市   | 東海財務局   | 三重銀行を吸収合併し三十三銀行に改称、本店を同県四日市市に移転の上、（第一）地方銀行へ移行。                                        |

わかしお銀行は太平洋銀行から営業を譲り受けることを目的として新たに免許を受けた銀行、八千代銀行及び第三銀行は銀行法により免許を受けたとみなされた銀行（前者は信用金庫、後者は相互銀行から転換）だった。

### 吸収合併によって消滅したもの
銀行法により免許を受けたとみなされた銀行
1989年2月1日以降、金融機関の合併及び転換に関する法律（昭和43年法律第86号）第6条第5項の規定に基づくものを挙げる。
| 地域   | 銀行名             | 旧名称         | 本店所在地         | 登録先財務局 | その後 |
| ------ | ------------------ | -------------- | ------------------ | ------------ | --- |
| 北海道 | 札幌銀行           | 北海道相互銀行 | 札幌市中央区       | 北海道財務局 | 北洋銀行と経営統合の後、同行を存続行として合併 |
| 東北   | 秋田あけぼの銀行   | 秋田相互銀行   | 秋田県秋田市       | 東北財務局   | 羽後銀行（（第一）地方銀行）に吸収合併され、北都銀行に |
| 東北   | 山形しあわせ銀行   | 山形相互銀行   | 山形県山形市       | 東北財務局   | 殖産銀行と経営統合の後同行を存続行として合併し、きらやか銀行に |
| 関東   | つくば銀行         | 東陽相互銀行   | 茨城県下妻市       | 関東財務局   | 2003年4月1日、つくばが関東銀行（（第一）地方銀行）に吸収合併され、関東つくば銀行に 2010年3月1日、茨城が関東つくば銀行を存続行として合併され、筑波銀行に                                                                                     |
| 関東   | 茨城銀行           | 茨城相互銀行   | 茨城県水戸市       | 関東財務局   | 2003年4月1日、つくばが関東銀行（（第一）地方銀行）に吸収合併され、関東つくば銀行に 2010年3月1日、茨城が関東つくば銀行を存続行として合併され、筑波銀行に                                                                                     |
| 東海   | 岐阜銀行           | 岐阜相互銀行   | 岐阜県岐阜市       | 東海財務局   | 2010年12月に十六銀行（（第一）地方銀行）の完全子会社となった 2012年9月18日に同行に吸収合併された |
| 東海   | 中京銀行           | 中京相互銀行   | 愛知県名古屋市中区 | 東海財務局   | 2022年10月、あいちフィナンシャルグループの子会社化 2025年1月1日に愛知銀行が吸収合併（現・あいち銀行） |
| 近畿   | びわこ銀行         | 滋賀相互銀行   | 滋賀県大津市       | 近畿財務局   | 2010年3月1日に関西アーバン銀行が吸収合併（現・関西みらい銀行） |
| 近畿   | なにわ銀行         | 大阪相互銀行   | 大阪府大阪市中央区 | 近畿財務局   | 経営再建を図って1998年10月1日に特定合併の形でなみはや銀行を設立したものの、 翌1999年8月6日に経営破綻 |
| 近畿   | 福徳銀行           | 福徳相互銀行   | 大阪府大阪市中央区 | 近畿財務局   | 経営再建を図って1998年10月1日に特定合併の形でなみはや銀行を設立したものの、 翌1999年8月6日に経営破綻 |
| 近畿   | 近畿銀行           | 近畿相互銀行   | 大阪府大阪市中央区 | 近畿財務局   | 近畿はいわゆる“逆さ合併”で大阪銀行（（第一）地方銀行）を存続行として合併され、近畿大阪銀行（現・関西みらい銀行）に その後旧大和銀行主導で大和・近畿大阪・奈良の3行で経営統合し、りそなグループに 奈良は後に再編でりそな銀行に吸収合併される |
| 近畿   | 奈良銀行           | 三栄相互銀行   | 奈良県奈良市       | 近畿財務局   | 近畿はいわゆる“逆さ合併”で大阪銀行（（第一）地方銀行）を存続行として合併され、近畿大阪銀行（現・関西みらい銀行）に その後旧大和銀行主導で大和・近畿大阪・奈良の3行で経営統合し、りそなグループに 奈良は後に再編でりそな銀行に吸収合併される |
| 近畿   | 和歌山銀行         | 和歌山相互銀行 | 和歌山県和歌山市   | 近畿財務局   | 紀陽銀行（（第一）地方銀行）と経営統合の後、同行に吸収合併 |
| 近畿   | 関西アーバン銀行   | 関西相互銀行   | 大阪府大阪市       | 近畿財務局   | 近畿大阪銀行（（第一）地方銀行）と経営統合の後、近畿大阪を存続行として合併され関西みらい銀行に |
| 近畿   | 大正銀行           | 大正相互銀行   | 大阪府大阪市       | 近畿財務局   | 徳島銀行と経営統合の後、徳島を存続行として合併され徳島大正銀行に |
| 中国   | ふそう銀行         | 扶桑相互銀行   | 鳥取県鳥取市       | 中国財務局   | 山陰合同銀行（（第一）地方銀行）に吸収合併される |
| 中国   | せとうち銀行       | 呉相互銀行     | 広島県呉市         | 中国財務局   | 広島総合銀行と経営統合の後、同行を存続行として合併し、もみじ銀行に |
| 九州   | 福岡シティ銀行     | 福岡相互銀行   | 福岡県福岡市博多区 | 福岡財務支局 | （第一）地方銀行に転換した西日本銀行を存続行として合併し、西日本シティ銀行に |
| 九州   | 九州銀行           | 九州相互銀行   | 長崎県佐世保市     | 福岡財務支局 | 親和銀行（（第一）地方銀行）と経営統合の後同行が吸収合併（現・十八親和銀行） |
| 九州   | 肥後ファミリー銀行 | 肥後相互銀行   | 熊本県熊本市       | 九州財務局   | 熊本銀行を存続行として合併し、熊本ファミリー銀行に、 2013年4月1日に名称変更し熊本銀行に |

新たに免許を受けた銀行
会員から営業を譲り受けることを目的として新たに免許を受けた銀行を挙げる。
| 地域 | 銀行名           | 譲渡元   | 本店所在地         | 登録先財務局 | その後                                                                                       |
| ---- | ---------------- | -------- | ------------------ | ------------ | -------------------------------------------------------------------------------------------- |
| 近畿 | 関西さわやか銀行 | 幸福銀行 | 大阪府大阪市       | 近畿財務局   | 関西銀行の子会社化された後同行を存続行として合併し、関西アーバン銀行（現・関西みらい銀行）に |
| 近畿 | みどり銀行       | 兵庫銀行 | 兵庫県神戸市中央区 | 近畿財務局   | 阪神銀行に吸収合併され、みなと銀行に                                                         |

### 経営が破綻したもの
| 破綻年月日     | 銀行名         | 旧名称       | 本店所在地         | 登録先財務局 | その後 |
| -------------- | -------------- | ------------ | ------------------ | ------------ | --- |
| 1995年8月30日  | 兵庫銀行       | 兵庫相互銀行 | 兵庫県神戸市中央区 | 近畿財務局   | 新設のみどり銀行に営業を譲渡（現・みなと銀行）                                                                                      |
| 1996年3月29日  | 太平洋銀行     | 第一相互銀行 | 東京都千代田区     | 関東財務局   | 新設のわかしお銀行に営業を譲渡（現・三井住友銀行）                                                                                  |
| 1996年11月21日 | 阪和銀行       | 興紀相互銀行 | 和歌山県和歌山市   | 近畿財務局   | 紀伊預金管理銀行に払戻し分の預金などを譲渡（解散）                                                                                  |
| 1997年10月14日 | 京都共栄銀行   | 京都相互銀行 | 京都府京都市下京区 | 近畿財務局   | 一部の店舗を福邦銀行・北京都信用金庫（現・京都北都信用金庫）に譲渡した他は 同系の幸福銀行が営業を継承                               |
| 1997年11月26日 | 德陽シティ銀行 | 徳陽相互銀行 | 宮城県仙台市青葉区 | 東北財務局   | 仙台銀行・七十七銀行・北日本銀行に分割譲渡                                                                                          |
| 1999年4月11日  | 国民銀行       | 国民相互銀行 | 東京都千代田区     | 関東財務局   | 八千代銀行（現・きらぼし銀行）に営業を譲渡                                                                                          |
| 1999年5月22日  | 幸福銀行       | 幸福相互銀行 | 大阪府大阪市西区   | 近畿財務局   | 新設の関西さわやか銀行に営業を譲渡（現・関西みらい銀行）                                                                            |
| 1999年6月12日  | 東京相和銀行   | 東京相互銀行 | 東京都港区         | 関東財務局   | 新設の東京スター銀行に営業を譲渡 |
| 1999年8月6日   | なみはや銀行   |              | 大阪府大阪市中央区 | 近畿財務局   | 大和銀行（現・りそな銀行）・近畿大阪銀行（現・関西みらい銀行）に分割譲渡                                                            |
| 1999年10月1日  | 新潟中央銀行   | 新潟相互銀行 | 新潟県新潟市       | 関東財務局   | 第四銀行（現・第四北越銀行）・大光銀行・八十二銀行・ 東日本銀行・群馬銀行・東和銀行に分割譲渡                                       |
| 2001年12月28日 | 石川銀行       | 加州相互銀行 | 石川県金沢市       | 北陸財務局   | 一旦日本承継銀行が営業を継続、その後北陸銀行・北國銀行・富山第一銀行・ 金沢信用金庫・能登信用金庫（現・のと共栄信用金庫）に分割譲渡 |
| 2002年3月8日   | 中部銀行       | 中部相互銀行 | 静岡県静岡市       | 東海財務局   | 一旦日本承継銀行が営業を継続、その後清水銀行・静岡中央銀行・東京スター銀行に分割譲渡                                                |